# Filipijnse gemeente
Een gemeente (municipality) is een lokale overheid in de Filipijnen. De 17 regio's van het land zijn onderverdeeld in 144 steden en 1490 gemeenten. Deze zijn weer onderverdeeld in 42.028 zogenaamde barangays. Het Filipijnse woord voor gemeente is Banay.
Een gemeente in de Filipijnen wordt geleid door de burgemeester, die de uitvoerende macht heeft. De wetgevende macht wordt gevormd door de locoburgemeester, acht raadsleden (kagawad of konsehal), de Sangguniang Kabataan (SK) president en de ABC president. Deze mensen vormen samen de gemeenteraad en zijn allen verkiesbaar. Ze worden gekozen voor een termijn van drie jaar met een maximum van drie opeenvolgende termijnen
Een gemeente die een bepaalde grootte bereikt kan een stad worden. Dit kan gerealiseerd worden door een wet door het Filipijns Congres te laten aannemen die dan nog ondertekend moet worden door de president. Een stad krijgt een groter budget van de Filipijnse overheid, maar moet ook weer meer belasting betalen.

## Bron
1. ↑  One Province Established and One Municipality Converted into a City in the Fourth Quarter of 2013, National Statistical Coordination Board (17 januari 2012)